# Затикян, Сергей Беникович
Сергей Беникович (Бенинович, Бениаминович) Затикян (22 декабря 1925, Баку, Азербайджанская ССР — 29 марта 2004, Ереван, Армения) — советский футболист, вратарь, тренер.
Выступал за ереванские клубы «Динамо» (1947, 1949—1953) и «Спартак» (1948, 1954—1962). В чемпионате СССР в 1949—1950, 1960—1962 годах провёл 56 матчей.
Финалист Кубка СССР 1954.
В 1961 и 1963 годах — тренер «Спартака»/«Арарата».
Работал детским тренером.
Признан[кем?] лучшим вратарем Армении XX века.